# شهرستان بوید (کنتاکی)
شهرستان بوید، کنتاکی (به انگلیسی: Boyd County, Kentucky) یک سکونتگاه مسکونی در ایالات متحده آمریکا است که در کنتاکی واقع شده‌است.